# Wang Xiaoshuai
I denna artikel är efternamnet  Wang. 
Wang Xiaoshuai, född 1966, är en kinesisk filmregissör. Han vann silverbjörnen vid filmfestivalen i Berlin 2001 och jurypriset vid filmfestivalen i Cannes 2005.

## Filmografi (i urval)
- 1993 – Dongchun de rizi
- 2001 – Beijing Bicycle
- 2019 – So Long, My Son